# Berilij
Berílij (latinsko beryllium) je kemijski element s simbolom Be in vrstnim številom 4. Ta strupeni, dvovalentni element je jekleno sive barve, odporen in lahek, vendar lomljiv. Je zemljoalkalijska kovina, ki jo najbolj uporabljajo za učvrščevanje zlitin (najpomembnejša je berilijev baker).

## Pomembne lastnosti
Berilij ima eno najvišjih tališč med lahkimi kovinami. Modul elastičnosti berilija je približno za tretjino večji od tistega za jeklo. Ima izvrstno toplotno prevodnost, ni magneten in je odporen proti napadu s koncentrirano dušikovo kislino. Je zelo prepusten za žarke X, ko pa ga zadenejo delci alfa, se osvobodijo nevtroni, kot pri radiju ali poloniju (okoli 30 nevtronov/milijon delcev alfa). Pri standardni temperaturi in tlaku je berilij na zraku odporen proti oksidaciji (čeprav je njegova zmožnost, da opraska steklo, verjetno posledica oblikovanja tanke plasti oksida).

## Uporaba
1. - Berilij se uporablja kot zlitinski agent pri proizvodnji berilijevega bakra, saj ima Be zmožnost absorbcije velike količine toplote. Zlitine berilijevega bakra se uporabljajo za številne namene zaradi električne in toplotne prevodnosti, visoke odpornosti in trdnosti, nemagnetskih lastnosti, skupaj z dobro odpornostjo na korozijo in utrujenost. Raba vključuje izdelavo varilnih elektrod, vzmeti, neiskrečih se orodij in električnih stikov.

- Zaradi trdote, lahkosti in stabilnosti razsežnosti na širokem temperaturnem pasu se zlitine berilija in bakra uporabljajo tudi v vojaški in vesoljski industriji kot lahki konstrukcijski materiali v hitrih zračnih plovilih, izstrelkih, vesoljskih plovilih in komunikacijskih satelitih.
- Tanke plasti berilijevih lističev se uporabljajo pri zaznavanju žarkov X za izločanje vidne svetlobe in omogočanju, da so zaznani le žarki X.
- Na področju litografije z žarki X se berilij uporablja za reproduciranje mikroskopskih integriranih vezij.
- Zaradi majhne verjetnosti termalne absorpcije nevtronov ga uporablja industrija jedrske energije v jedrskih reaktorjih za odbojnik in regulator nevtronov.
- Berilij se uporablja tudi pri izdelavi žiroskopov, različne računalniške opreme, vzmeti za ročne ure in inštrumente, kjer so potrebni lahkost, neupogljivost in razsežnostna odpornost.
- Berilijev oksid se uporablja na mnogih področjih, ki zahtevajo odlično toplotno prevodnost. Ima veliko odpornost, trdnost in zelo visoko tališče, in deluje kot električni izolator.
- Berilijeve zlitine so se včasih uporabljale v ceveh za fluorescentne luči, a se je to prenehalo zaradi berilijoze delavcev, ki so izdelovali cevi.
- Pričakuje se, da bo imel vesoljski daljnogled Jamesa Webba berilijevo zrcalo. Ker se bo JWST soočal s temperaturami od -240 C (30 K), je zrcalo narejeno iz berilija, materiala, ki bolje od stekla prenaša ekstremen mraz. Berilij se manj krči in deformira kot steklo, torej pri takšnih temperaturah ostaja bolj nespremenljiv.

## Zgodovina
Ime berilij prihaja iz grške besede beryllos, beril. V določenem obdobju so beriliju rekli glucinij (iz grškega korena glykys, sladek) zaradi sladkega okusa njegovih soli. Berilij je leta 1798 odkril Louis Vauquelin kot oksid v berilu in smaragdih. Leta 1828 sta Friedrich Wöhler in A. A. Bussy neodvisno izolirala to kovino tako, da sta reagirala kalij in berilijev klorid.

## Pojavljanje
Berilij najdemo v 30 različnih mineralih, od katerih so najpomembnejši bertrandit, beril, krizoberil in fenacit. Dragoceni obliki berila sta akvamarin in smaragd. Najpomembnejša komercialna vira berilija in njegovih spojin sta beril in bertrandit. Trenutno se večina te kovine pridobi z redukcijo berilijevega fluorida z magnezijem. Kovinski berilij ni bil zlahka dostopen do leta 1957.
Izolacija
{\displaystyle {\mbox{BeF}}_{2}+{\mbox{Mg}}\rightarrow {\mbox{MgF}}_{2}+{\mbox{Be}}}

## Izotopi
Berilij ima le en stabilen izotop, Be-9. Kozmogenski berilij (Be-10) nastaja v Zemljinem ozračju zaradi razdelitve kisika in dušika ob obstreljevanju s kozmičnimi žarki. Ker berilij večinoma obstaja v raztopini pri ravni pH manj kot približno 5,5 (in večina deževnice ima pH manj kot 5), vstopi v raztopino in pade na površino Zemlje skupaj z dežjem. Ko sediment hitro postaja bolj bazičen, Be raztopino zapusti. Kozmogenski Be-10 se torej nabira na površini prsti, kjer mu njegova relativno dolga razpolovna doba (1,5 milijona let) omogoča dolg obstoj pred razpadom v B-10 (bor). Be-10 in njegovi hčerinski produkti so bili uporabljani pri določanju erozije prsti, oblikovanju prsti iz regolita, razvoju lateritskih prsti, kot tudi variiranju Sončeve aktivnosti in starosti ledenih plošč.
Dejstvo, da sta Be-7 in Be-8 nestabilna, ima globoke kozmološke posledice, saj to pomeni, da elementi, težji od berilija, niso mogli nastati z jedrskim spajanjem ob prapoku. Povrhu so jedrske ravni berilija-8 takšne, da lahko v zvezdah nastaja ogljik in tako omogoča življenje. (Glej proces treh delcev alfa in nukleosinteza ob prapoku).

## Učinki na zdravje
Berilij in njegove soli so strupi in potencialne karcinogene snovi. Izpostavljenost beriliju povzroča kronično berilijozo, pljučno in sistemsko granulomatozo, od leta 1933 pa so znane tudi akutne bolezni dihal zaradi berilija.
Zgodnji raziskovalci so okušali berilij in njegove različne spojine z jezikom, da bi po sladkem okusu ugotovili njegov obstoj. Z razvojem sodobne diagnostične opreme ta izjemno tvegan postopek ni več potreben. Berilijev prah lahko povzroča pljučnega raka.
Pri zaužitju berilija pri ljudeh niso opazili posebnih učinkov, saj se v želodec in notranje organe absorbira zelo majhna količina, pač pa so čire zaradi zaužitja berilija opazili pri psih. Stik ranjene kože z berilijem lahko povzroči izpuščaje ali čire. Ni znano, ali berilij povzroča prirojene hibe.
S to snovjo je moč ravnati varno, če se držimo določenih postopkov; ravnanje z njim, ne da bi bili s temi postopki seznanjeni, ni priporočljivo.